# Avni Rustemi
Avni Rustemi (Libohovë, 22 settembre 1895 – Tirana, 22 aprile 1924) è stato un politico, patriota, militare insegnante e attivista albanese. Rustemi fu il leader delle organizzazioni democratiche "Atdheu" e "Bashkimi", oltre a essere membro dell'opposizione democratica nell'Assemblea Nazionale albanese prima della Rivoluzione di giugno 1924. È noto anche per aver assassinato Essad Pasha Toptani.

## Ideologia
Avni Rustemi fu un eminente attivista democratico e ideologo. Dichiarò che "quando il governo non soddisfa i bisogni del popolo, allora questo bisogno deve essere soddisfatto con l'interesse organizzato del popolo per spingere il governo a farlo." È citato anche per aver affermato che "Senza un'economia indipendente, non può esserci politica indipendente." La sua ideologia fu ulteriormente sostenuta nell'Assemblea Nazionale del 1924, dove divenne deputato del popolo per l'ex prefettura del Kosovo.

## Percezione
Gli albanesi vedono generalmente Rustemi come un eroe nazionale per l'assassinio di Essad Pasha Toptani, considerato un traditore per aver sviluppato buone relazioni con il Regno di Serbia e il Regno del Montenegro. Come membro della famiglia Toptani, re Zog I ordinò un attentato contro di lui, portando infine a un calo della sua popolarità nel paese.

## Film
Avni Rustemi è stato anche soggetto di numerosi film, nella maggior parte dei quali appare come un eroe nazionale che uccise il traditore della nazione. Due colpi a Parigi è un dramma di Sheri Mita e Pëllumb Kulla, con il tema dell'omicidio di Essad Pasha Toptani a Parigi e il processo di Avni Rustemi.